# Goniothalamus gracilipes
Goniothalamus gracilipes este o specie de plante din genul Goniothalamus, familia Annonaceae, descrisă de Nguyên Tiên Bân. Conform Catalogue of Life specia Goniothalamus gracilipes nu are subspecii cunoscute.